# Карл XI
Карл XI (швед. Karl XI, 24 ноября [4 декабря] 1655 года, замок Тре Крунур — 5 апреля [15 апреля] 1697 года, там же) — король Швеции c 1660 по 1697 (самостоятельно с 1672), из Пфальц-Цвайбрюккенской династии. Сын Карла X и Гедвиги Элеоноры Гольштейн-Готторпской.

## Биография
Родился 24 ноября (по старому стилю) 1655 года в стокгольмском замке Тре Крунур.

### Регентство
Во время его несовершеннолетия страной управляли Магнус Делагарди и регентский совет, поспешившие заключить мир со всеми соседними державами, с которыми воевал его отец Карл X. В мае 1660 года был заключён мирный договор в Оливе между Швецией и Польшей, в котором приняли участие и Бранденбург, и император Священной Римской империи: Ливония была формально уступлена Швеции, и польский король навсегда отказался от своих притязаний на шведский престол. В июне 1660 года в Копенгагене был заключён мир между Швецией и Данией, в 1661 году в Кардисе — между Швецией и Россией. Внешняя политика Швеции во время регентства колебалась между Францией и её врагами — Англией и Голландией; внутри государство страдало от смут и беспорядков.

### Самостоятельное правление
В 1672 году Карл был объявлен совершеннолетним. Риксдаг, созванный по этому случаю, постановил продолжать редукцию и внешнюю военную политику Карла X. В силу союза с Францией Швеция должна была воевать с Бранденбургом. Но шведы несли поражение за поражением, проиграли битву при Фербеллине (1675), потеряли почти все свои ранее завоёванные владения. В альянс с Бранденбургом вступил и Кристиан V Датский. Войну с Данией решила битва при Лунде (в декабре 1676 года), одна из самых кровопролитных в северной истории, окончившаяся полным поражением датчан. Победа подняла расположение шведов к своему королю; замолкли ропот и протесты, король с большей энергией мог продолжать войну. На море побеждали датчане, на суше — шведы. В Померании бранденбургские войска заняли Штеттин. Датская и бранденбургская война окончились в 1679 году, первая — миром в Лунде, вторая — миром в Сен-Жермен-ан-Ле.

### Реформы
После 1679 года Карл отдался внутренним реформам; главным его советником был Юхан Юлленшерна. Во внешних делах решено было держаться самостоятельной политики и потому окончательно порвать с Францией. Мир на севере мог быть упрочен только сближением с Данией, что и было достигнуто договором о нейтралитете для защиты торговых сношений скандинавских народов и брачным союзом Карла XI и датской принцессы Ульрики Элеоноры Ольденбургской.
Внутри страны редукция ослабила дворянство и аристократию; король счёл возможным вовсе отменить всякие стеснявшие его государственные формы, что и было исполнено, с согласия риксдага, в 1680 году. В стране утвердилась абсолютная монархия. Король мог теперь созывать риксдаг, когда ему было угодно. Государственный совет был переименован в совет королевский. Вскоре в руки короля перешли редукция, законодательная власть и право налагать подати: сословия потеряли своё прежнее значение. Стеснена была свобода печати; духовенство распространяло в народе учение о божественном происхождении королевской власти. Экономический строй государства достиг благодаря редукции цветущего состояния. Редукция дала государству капитал с ежегодным доходом в 2,5 млн далеров; она же положила конец зависимости крестьян от дворянства.
Имея в своих руках достаточные материальные средства, Карл принялся за реформу военного дела. Государство было разделено на области, из которых каждая была обязана содержать известное количество конного войска (швед. rusthåll — земля, с которой содержится конный солдат). Благодаря этим реформам у Швеции было 38 тыс. чел. постоянного войска, в провинциях — 25 тыс. Была построена новая военная гавань — Карлскруна.
Во вновь приобретённых (от Дании) провинциях на юге Швеции (Сконе, Блекинге и Халланд) шведский язык был сделан языком церкви и школ, был восстановлен Лундский университет, введены шведские законы. Свои балтийские владения Карл желал также теснее связать со Швецией; но здесь редукция вызвала сильный ропот, и против короля составилась оппозиция во главе с Паткулем.
Общему благосостоянию королевства содействовали введённые королём улучшения в горном деле, в торговле и промышленности. Частый голод в последние годы царствования Карла вызвал большие бедствия в северной Швеции, Финляндии и остзейских провинциях (Лифляндия, Эстляндия и др.). В 1686 году вышел новый закон о Церкви, в силу которого лютеранское духовенство было подчинено государству и введены новые катехизис, служебник и молитвенник.

## Болезнь и смерть

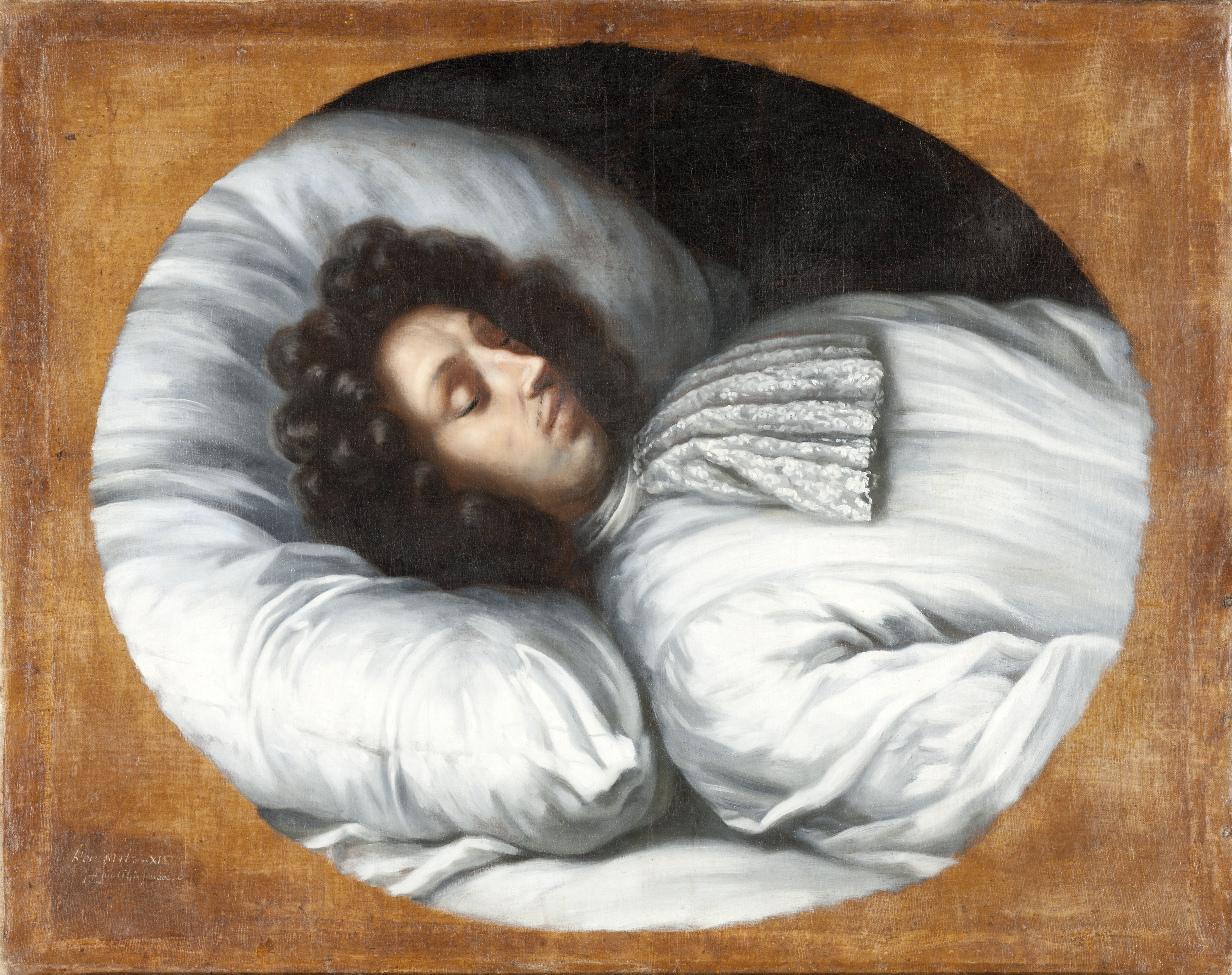
Карл XI на смертном одре, 1697 год.

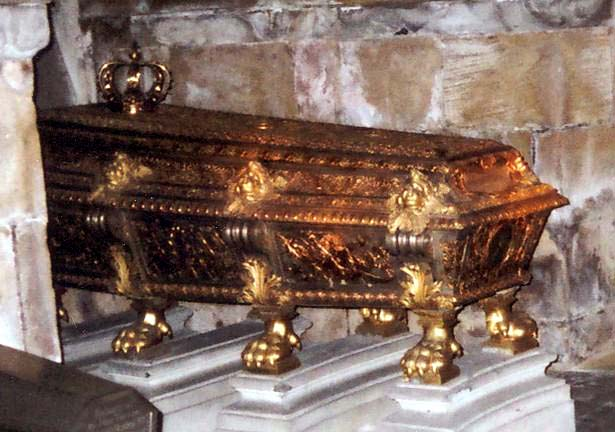
Гроб короля в церкви Риддархольмена

С 1694 года король начал жаловаться на боли в животе. Летом 1696 года король попросил врачей составить мнение о его болезни, поскольку боли усилились, но они не могли предложить эффективного лечения. Карл продолжил выполнять свои обязанности, но в феврале 1697 года он уже не мог выносить боли и вернулся в Стокгольм, где врачи обнаружили в его животе большую, твёрдую опухоль. В то время врачи мало что могли сделать, кроме как облегчить боли короля, насколько они могли. Карл XI умер 5 апреля 1697 года на 41-м году жизни. Вскрытие показало, что король умер  от рака, который распространился по всей брюшной полости.

## Семья
Дети от Ульрики Элеоноры Ольденбургской:
- Карл XII, король Швеции;
- Ульрика Элеонора, королева Швеции[5];
- Гедвига София, герцогиня Гольштейн-Готторпская (бабка Петра III);
- Умершие во младенчестве четыре сына: Густав, Ульрих, Фредерик, Карл Густав.

Предки

## Память
- Карл XI стал героем новеллы Проспера Мериме «Видение Карла XI» (1829).
- Оживший памятник Карлу XI в Карлскруне стал персонажем сказки С. Лагерлёф «Удивительное путешествие Нильса Хольгерссона по Швеции».